# میکو کانمورا
میکو کانمورا (انگلیسی: Miku Kanemura؛ زادهٔ ۱۰ سپتامبر ۲۰۰۲) آیدل ژاپنی، و مجری رادیو اهل ژاپن است.